# Adam Kotzmann
Adam Kotzmann (ur. 8 kwietnia 1993) – czeski narciarz alpejski, uczestnik Zimowych Igrzysk Olimpijskich 2018 w Pjongczangu.

## Kariera
Po raz pierwszy na arenie międzynarodowej pojawił się 26 listopada 2008 roku podczas zawodów we włoskim Livigno. Nie ukończył wtedy rywalizacji w gigancie. Debiut w zawodach Pucharu Świata zanotował 14 listopada 2010 roku w fińskim Levi w slalomie. Jak dotąd, nie zdobył żadnych punktów do klasyfikacji generalnej Pucharu Świata. Czterokrotnie startował na mistrzostwach świata juniorów. Najlepsze jego wyniki na nich to dwukrotne zajęcie miejsca w piątej dziesiątce rywalizacji.
Znalazł się w kadrze Czech na Zimowe Igrzyska Olimpijskie 2018 w Pjongczangu. Wystartował tam w gigancie i slalomie, jednak nie ukończył żadnych z tych zawodów.

## Osiągnięcia

### Igrzyska olimpijskie
| Miejsce | Dzień     | Rok  | Miejscowość | Konkurencja | Czas biegu | Strata | Zwycięzca       |
| ------- | --------- | ---- | ----------- | ----------- | ---------- | ------ | --------------- |
| DNF1    | 18 lutego | 2018 | Pjongczang  | Gigant      | -          | -      | Marcel Hirscher |
| DNF1    | 22 lutego | 2018 | Pjongczang  | Slalom      | -          | -      | André Myhrer    |

### Mistrzostwa świata juniorów
| Miejsce | Dzień       | Rok  | Miejscowość       | Konkurencja     | Czas biegu  | Strata   | Zwycięzca                |
| ------- | ----------- | ---- | ----------------- | --------------- | ----------- | -------- | ------------------------ |
| DNF2    | 31 stycznia | 2010 | Region Mont Blanc | Gigant          | -           | -        | Mathieu Faivre           |
| 48.     | 30 stycznia | 2011 | Crans-Montana     | Gigant          | 2:32,21 min | +12,59 s | Alexis Pinturault        |
| DNF1    | 31 stycznia | 2011 | Crans-Montana     | Slalom          | -           | -        | Reto Schmidiger          |
| 70.     | 3 lutego    | 2011 | Crans-Montana     | Zjazd           | 1:43,98 min | +6,64 s  | Boštjan Kline            |
| 72.     | 4 lutego    | 2011 | Crans-Montana     | Supergigant     | 1:29,27 min | +6,84 s  | Boštjan Kline            |
| DNF1    | 2 marca     | 2012 | Roccaraso         | Zjazd           | -           | -        | Ryan Cochran-Siegle      |
| 51.     | 3 marca     | 2012 | Roccaraso         | Supergigant     | 1:07,90 min | +5,17 s  | Ralph Weber              |
| 49.     | 7 marca     | 2012 | Roccaraso         | Gigant          | 2:52,60 min | +13,10 s | Henrik Kristoffersen     |
| 65.     | 26 lutego   | 2014 | Jasná             | Supergigant     | 1:35,34 min | +4,71 s  | Marco Schwarz            |
| 44.     | 26 lutego   | 2014 | Jasná             | Superkombinacja | 2:28,68 min | +6,99 s  | Matteo De Vettori        |
| 64.     | 2 marca     | 2014 | Jasná             | Zjazd           | 1:21,15 min | +3,84 s  | Adrian Smiseth Sejersted |
| DNF1    | 4 marca     | 2014 | Jasná             | Gigant          | -           | -        | Henrik Kristoffersen     |
| DNF1    | 5 marca     | 2014 | Jasná             | Slalom          | -           | -        | Henrik Kristoffersen     |